# Oskar Merikanto
Frans Oskar Merikanto (5 de agosto de 1868, Helsinque - 17 de fevereiro de 1924) foi um músico e compositor finlandês.

## Biografia
Ele era filho de Frans Ferdinand Kanto de Jalasjärvi,original do sul de Ostrobothnia. Frans ganhou um sobrenome sueco, Mattsson, quando se juntou ao exército finlandês. Ele mudou o nome em 1882. Meri significa "mar" e se refere à sua viagem de Vaasa a Helsinki; Kanto refere-se às suas origens na propriedade Kanto.

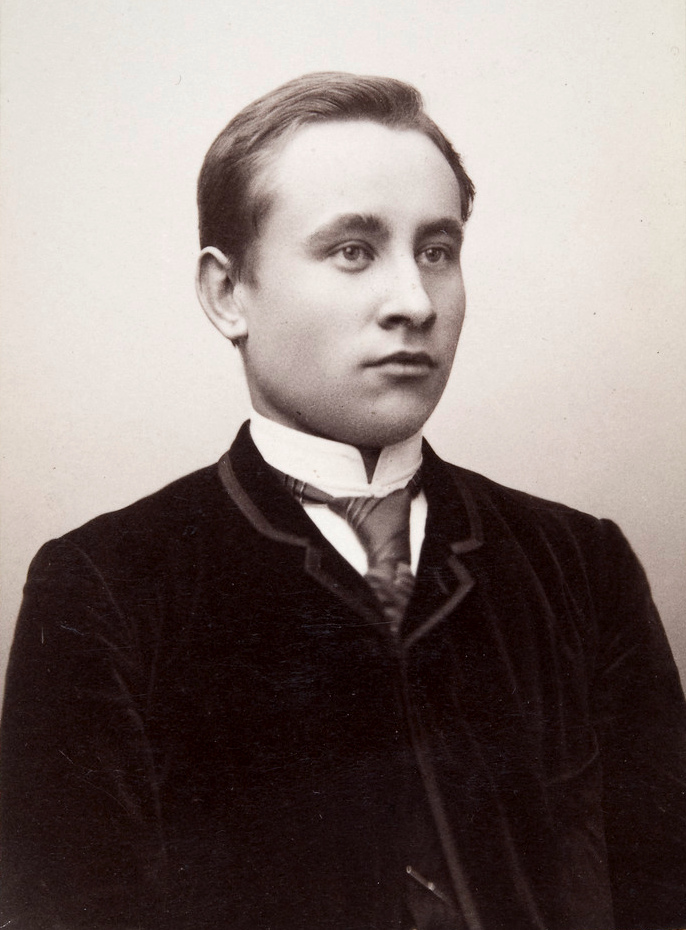
Jovem Merikanto

Ele estudou por algum tempo no Conservatório de Leipzig, na Alemanha, onde seus professores foram Carl Reinecke, Theodor Coccius, Robert Papperitz, Willy Rechenberg e Gustav Schreck.
Ele era notável por sua variedade de talentos - ele deu concertos por toda a Finlândia, tocando piano e órgão, regendo orquestras e compondo músicas originais. Algumas de suas composições mais apreciadas são Där björkarna susa e a valsa Kesäilta (valsa noturna de verão).

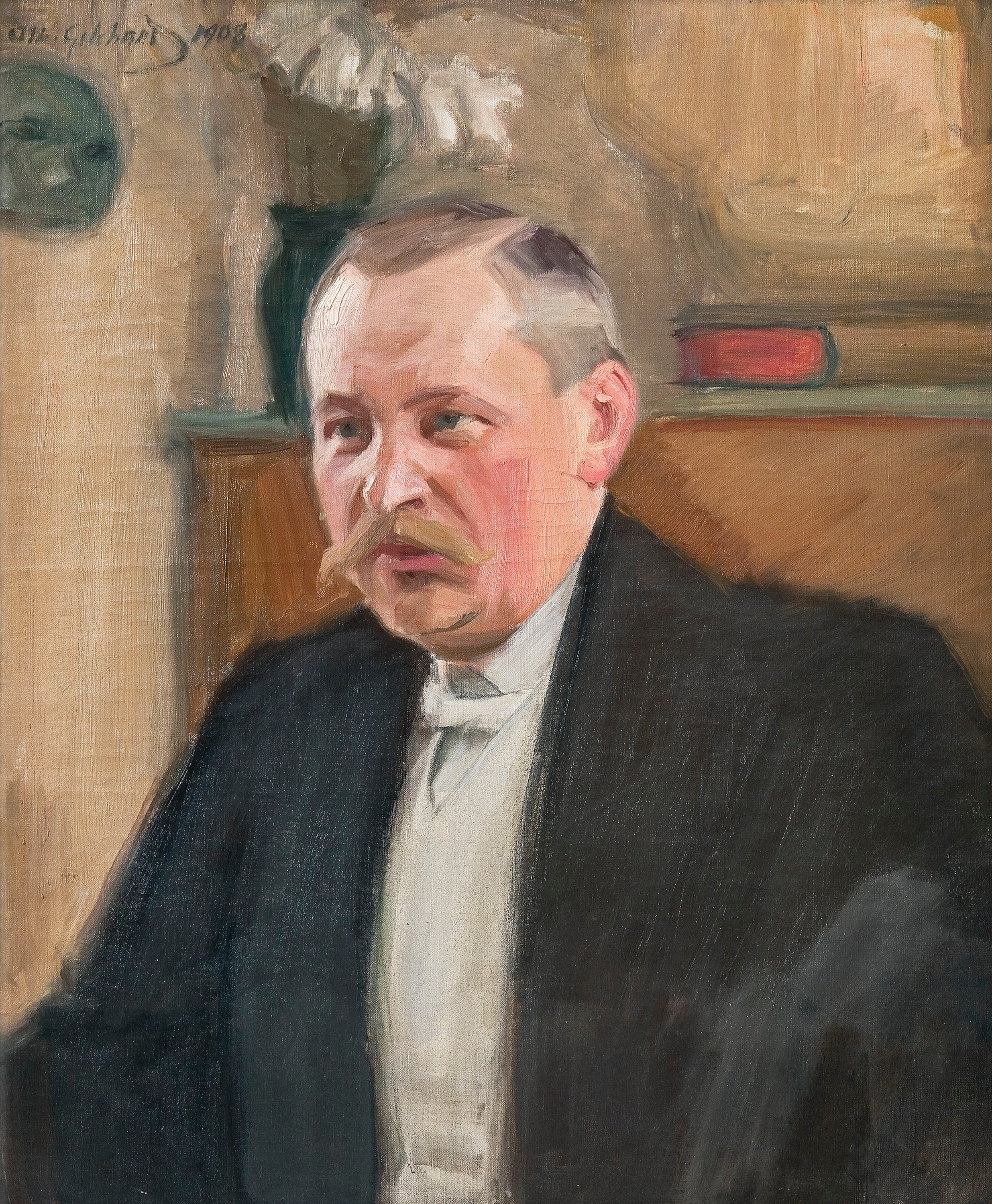
Retrato de Merikanto por Albert Gebhard em 1903

O estilo de Merikanto é uma reminiscência das canções folclóricas finlandesas, mas tem sua base no bel canto italiano.
Ele morreu em Hausjärvi-Oitti.

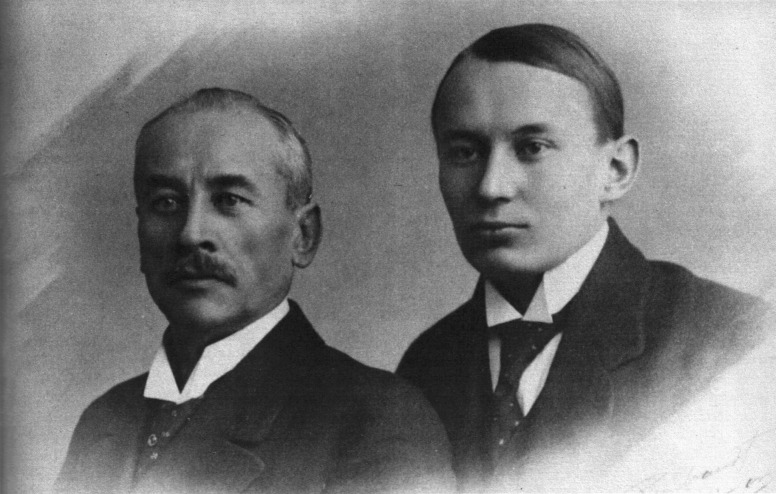
Com seu filho Aarre Merikanto em 1919

Seu filho Aarre Merikanto também é um famoso compositor finlandês.

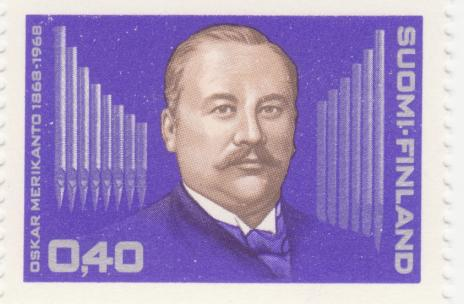
Selo postal finlandês de 1968 com Merikanto

## Obras
Piano
- Concert-Walzer OM 018
- Erinnerung OM 036
- Fantasia (Tuoll’ on mun kultani) OM 037 (piano a quatro mãos)
- Fest-Marsch OM 040
- Grande valse OM 044
- Hiljaa illan hämärässä (duas vozes solo adicionais)
- Hopeahääpäivän valjetessa OM 055
- Jesu, elon autuuteni I OM 071
- Jesu, elon autuuteni II Om 071
- Kaanon As-Duuri OM 081
- Kaanon B-Duuri (Canon in Oberquarte) OM 082
- Kaanon E-Duuri (Canon in Unterquinte) OM 084
- Kaanon Es-Duuri (Canon in Unterterz) OM 085
- Kaanon Es-duuri OM 086
- Kaanon Es-duuri OM 087
- Kaanon F-duuri OM 088
- Kaanon G-duuri OM 089
- Kaanon G-duuri OM 090
- Kaipaus OM 092
- Kangasalan tunnelmaa OM 095
- Karjalan jääkärien marssi OM 101
- Kirkkoaikana OM 114 (piano a quatro mãos)
- Kolja-vals OM 117
- Liebestraum OM 148
- Lied ohne Worte OM 149
- Maa, suuri ja avara I OM 156
- Maa, suuri ja avara II OM 156
- Me sinua, Jesu, ylistämme OM 159
- Molto Allegro Scherzando OM 174
- Parolan marssi OM 202
- Phantasiestück OM 204
- Pianokappale OM 205
- Porilaisten marssi OM 208
- Porin rykmentin marssi OM 209
- Rakas muisto
- Ruusu OM 226
- Scherzo
- Scherzo G-Duuri
- Serenade OM 233
- Syntymäpäivämarssi OM 262
- Syntymäpäiväpoloneesi OM 263
- Taivaasta ilosanoman OM 268
- Tapanien tanssi OM 272
- Tempo di Polonaise OM 274
- Toivo OM 277
- Trauermarsch OM 279
- Träumerei I OM 280
- Träumerei II OM 280
- Ukko Noak OM 293
- Valkoisen kaartin marssi OM 300
- Valse lente Op. 33
- Yksinään
- Yli Atlantin Op. 28
- Romanssi, Op. 12
- Pohjan neiti (Maiden of the North) (1898)
- Nälkämaan laulu (The Song of the Hungry) (1911)

Organ
- Choral mit Vorspiel und Zwischenspiel I OM 190
- Choral mit Vorspiel und Zwischenspiel II OM 190
- Choral mit Vorspiel und Zwischenspiel III OM 190
- Der doppelte Contrapunkt OM 019
- Fantasia cromatica OM 038
- Fantasia ja koraali OM 039
- Häähymni [Wedding Hymn] OM 057
- Iltalaulu [Abendlied] (arr.)
- Konserttifantasia OM 120
- Passacaglia Op. 80
- Postludium I Op. 88 No 1
- Postludium II Op. 88 No 2
- Postludium III Op. 88 No 3
- Prelude A minor (arr.) (BWV 807)
- Prelude G minor (arr.) (BWV 808)
- Rukous OM 222
- Sarabande D minor (arr.) (BWV 812)
- Sarabande E minor (arr.) (BWV 810)
- Prelude and Fuge B minor (BWV 891) (arr.)

Solo Voice
- Pai, pai, paitaressu Op. 2 No 1
- Vanha mummo Op. 2 No 2
- Onneton Op. 2 No 3
- Die Sprache des Waldes [Metsän mieli] Op. 7 No 1
- Stille Sicherheit [Äänettömässä rauhassa] Op. 7 No 2
- Scheideblick Op. 7 No 3
- Ewige Treue Op. 7 No 4
- Kevätlinnuille etelässä Op. 11 No 1
- Muistellessa Op. 11 No 2
- Yöllä Op. 11 No 3a
- Se rakkaus Op. 13 No 4
- Tuulan tei Op. 13 No 5
- Hennan keinulaulu Op. 14 No 2
- Reppurin laulu Op. 14 No 10
- Kun saapuu Herra Zebaoth Op. 17
- Hyljätty Op. 18 No 1
- Ilta tuntureilla Op. 18 No 2
- Haave Op. 18 No 3a
- Immen pelko Op. 18 No 4
- Se kolmas Op. 19b
- Kullan murunen Op. 20 No 1
- Miksi laulan Op. 20 No 2
- Vertaus Op. 20 No 3a
- Kun päivä paistaa Op. 24 No 1
- Vallinkorvan laulu Op. 24 No 2
- Laulan lasta nukkumahan Op. 30 No 1
- Laula tyttö! Op. 30 No 2
- Tule! Op. 30 No 3
- Myrskylintu Op. 30 No 4
- Mä lykkään purteni laineillen Op. 32 No 1
- Kas, oksa värähtää Op. 32 No 2
- Hän kulkevi kuin yli kukkien Op. 32 No 3
- Kylän tiellä Op. 32 No 4
- Nyt ja sitten [Jetzt und einst] Op. 34 No 1
- Vallflickan [Das Hirtenmädchen] Op. 34 No 2
- Kyynel [Die Träne] Op. 34 No 3
- Ainut hetki Op. 36 No 1
- Kottarainen Op. 36 No 2
- Soi vienosti murheeni soitto Op. 36 No 3
- An den Frühling Op. 38 No 1
- Ström' leise Op. 38 No 2
- Wehmut Op. 38 No 3
- Takt Op. 38 No 4
- Ilmattaren laulu Op. 40 No 1
- Rukous (Ave Maria) Op. 40 No 2
- Töne der Waldtauben [Metsäkyyhkyset] Op. 47 No 1
- Kuin hiipuva hiillos tummentuu Op. 47 No 2
- Aftonstämning Op. 47 No 3
- Merellä Op. 47 No 4a
- Merellä Op. 47 No 4b
- Tuonen tytön laulu Op. 48 No 1
- Tuuti lulla mun kuopustain Op. 48 No 2
- Kun vaan laulaa saan Op. 49 No 1
- Kuolema kannelta löi Op. 49 No 2
- Jos olet mun! Op. 49 No 3
- Vackra flicka, gift dig snart [Etsi sulho, neitonen] Op. 51 No 1
- Annina Op. 51 No 2
- De gledo på kanalen [Kuun koittaessa] Op. 51 No 3
- Taas soivat ne suuret surut Op. 52 No 1
- Linnulle kirkkomaalla Op. 52 No 2
- Oi, muistatko vielä sen virren Op. 52 No 3
- Itkevä huilu Op. 52 No 4
- Omenankukat Op. 53 No 1
- Oi, minne emon lintunen lensi? Op. 53 No 2
- Kun nukahdan katsoen tähtiin ma Op. 54
- Illan kuutamossa Op. 58 No 1
- Lapselle Op. 58 No 2
- Yksin Op. 58 No 3
- Kevätlaulu Op. 58 No 4
- Elämän laulu Op. 61
- Tuuti, mun vauvani, nukkukaa! Op. 67 No 1
- Tipu, tipu, kuuleppas! Op. 67 No 2
- Paimentyttö Op. 67 No 3
- Matka maailman loppuun Op. 67 No 4
- Ilialin laulu Op. 69 No 1
- Illansuussa Op. 69 No 2
- Nuoruuden ylistys Op. 69 No 3
- Balladi Op. 69 No 4
- Ma elän! Op. 71 No 1
- Talvikukkia Op. 71 No 2
- Valkeat ristit Op. 74 No 1
- Laulaja taivaan portilla Op. 74 No 2
- Käy kirkkomaata illoin vanhat mummot Op. 74 No 3
- Päivännousu kultaa kirkkomaan Op. 74 No 4
- Hyvää yötä Op. 75 No 1
- Lauantai-ilta Op. 75 No 2
- Tule kanssani Op. 75 No 3
- Laula, laula, lapsonen Op. 78 No 1
- Mä haaveksin näin Op. 78 No 2
- Surun voima Op. 78 No 3
- Sinulle Op. 81 No 1
- Rote Blumen [Punakukat] Op. 81 No 2
- Niin sinua katsoin, neiti Op. 81 No 3
- Gamla Maja Op. 81 No 4
- Yö Op. 82 No 1
- Aamulaulu Op. 82 No 2
- Lastentaru takkavalkealla Op. 82 No 3
- Enten - Eller Op. 82 No 4
- Laatokka Op. 83 No 1
- Tule tuskaani yö Op. 83 No 2
- Päivä Op. 83 No 3
- Vi ses igen! Op. 83 No 4
- Teitä siunaan Op. 84 No 1
- Vågorna vagga min hvita båt [Aaltoset tuutivat venhoain] Op. 84 No 2
- Öiset tiuvut Op. 87 No 1
- Suvi-illan vieno tuuli Op. 87 No 2
- Hyvästi! Op. 87 No 3
- Kansanlaulu Op. 90 No 1
- En skymningsvisa Op. 90 No 2
- Suvi-ilta Op. 91 No 1
- Sommarmorgon i skogen Op. 91 No 2
- Visa i väntan Op. 91 No 3
- Kasakan kehtolaulu Op. 91 No 4
- Agneta Op. 93 No 1
- Genezaretin rannalla Op. 93 No 2
- Bedövning [Raukeus] Op. 93 No 3
- Elämälle Op. 93 No 4
- Hämärissä Op. 96 No 1
- Vågen Op. 96 No 2
- Min älskade Op. 96 No 3
- Äitini silmät Op. 99
- Polska Op. 103 No 1
- Fågelungarna flögo ur bo Op. 103 No 2
- Bacchanal Op. 105 No 1
- Mot segern Op. 105 No 2
- Allting glider mot döden [Kaikki liukuu kohti kuolemaa] Op. 105 No 3
- Iltakellot Op. 106 No 1
- Sinipiiat Op. 106 No 2
- Minä laulan sun iltasi tähtihin Op. 106 No 3
- Laulelen pojalleni pikkuiselle Op. 107 No 1
- Maid, wo ist deiner Augen Glanz Op. 107 No 2
- Ainoa maan päällä Op. 107 No 3
- Frisch gesungen! Op. 108 No 1
- Mutter Op. 108 No 2
- Hab' Sonne! Op. 108 No 3
- Beherzigung [Kun sulle taakaks' elo käy] Op. 109 No 1
- Käsittämätön Jumala Op. 109 No 2
- Kummaa on mielestäin Op. 109 No 3
- Yö Op. 110 No 1
- Syyslaulu Op. 110 No 2
- Mummo Op. 110 No 3
- Aurinko laski Op. 113 No 1
- Mistä — mihin? Op. 113 No 2
- Huolissaan huokaileva OM 056
- Ihmis-elo OM 061
- Im Waldgeheg’ OM 063
- Kiitävi aatos kaipuun siivin OM 112
- Kom! OM 118
- Koskenlaskijan laulu OM 121
- Kotiranta OM 122
- Lemmen laulu OM 145
- Liebesfeier OM 147
- Maammopa valvoi marjuttansa OM 157
- Marjatan kehtolaulu OM 158
- Nocturne OM 180
- O pauvre mère malheureuse OM 188
- Oh Phantasie, du süßes Träumen! OM 189
- Romanssi ilman sanoja OM 221 (Voice and Lute)
- Släktvisan OM 240
- Vad fattas mig än? OM 298
- Viihdy täällä impi kukka OM 313
- Voi äiti parka ja raukka OM 319